# Christoph Lensing
Christoph Lensing (* 12. Mai 1969) ist ein ehemaliger deutscher Voltigierer.
Lensing begann im Alter von 8 Jahren im Reitverein Rhede mit dem Gruppenvoltigieren und 10 Jahre später auch mit dem Einzelvoltigieren. Im Zeitraum von 1988 bis 1996 wurde er je dreifacher Welt- und Europameister sowie vierfacher Deutscher Meister im Herren-Einzel. Nach dem Ende seiner Karriere als aktiver Voltigierer engagiert er sich weiter im Voltigiersport als Trainer (Trainer A Lizenz) und Referent. Er gehörte dem Disziplinbeirat Voltigieren des Pferdesportverbandes Westfalen an.
1996 trat Lensing mit seinem Erfolgspferd Aladin bei einem Wetteinsatz in der Fernseh-Show „Wetten, dass..?“ auf.
 2012 turnte Lensing anlässlich der Verabschiedung des Voltigierers Kai Vorberg beim CHIO in Aachen vor einer breiten Öffentlichkeit auf dem Pferderücken.

## Erfolge
Siege und Platzierungen  in der Einzelwertung:
Weltmeisterschaften
- Gold: 1988, 1992, 1996
- Silber: 1990, 1994

Europameisterschaften
- Gold: 1989, 1993, 1995
- Silber: 1991

Deutsche Meisterschaften
- Gold: 1989, 1990, 1995, 1996
- Silber: 1987, 1988, 1991, 1992, 1993, 1994
- 4. Platz: 1986